# ديفيد كرولي
ديفيد كرولي (بالإنجليزية: David Crowley)‏ هو سياسي أمريكي، ولد في 25 مارس 1937، وتوفي في 16 يناير 2011 بسبب سرطان. حزبياً، نشط في الحزب الديمقراطي.